# MTV Absolutely 80's/90's/Star
Mtv Absolutely è stato un programma di MTV Italia condotto dalla vj Giorgia Surina e dagli "ospiti fissi" Faso & The Phazzee (in Mtv Absolutely 90's come ospite fisso c'era anche Andy dei Bluvertigo).
Il programma di MTV raccontava, attraverso le tendenze, i personaggi, gli scenari musicali e gli avvenimenti degli anni ottanta e novanta.
Dopo il grande successo fu anche inventato il programma Absolutely Star che dedicava uno speciale di 1 ora e mezza ad un singolo cantante o gruppo musicale.

## Puntate dedicate agli anni ottanta
- 1980: Personaggio dell'anno: John Lennon
- 1981: Personaggio dell'anno: Bob Marley
- 1982: Personaggio dell'anno: Michael Jackson
- 1983: Personaggio dell'anno: The Police
- 1984: Personaggio dell'anno: Madonna
- 1985: Personaggio dell'anno: Duran Duran
- 1986: Personaggio dell'anno: Eurythmics
- 1987: Personaggio dell'anno: Beastie Boys
- 1988: Personaggio dell'anno: Guns N' Roses
- 1989: Personaggio dell'anno: The Cure

## Puntate dedicate agli anni novanta
- 1991: Personaggio dell'anno: U2
- 1992: Personaggio dell'anno: Nirvana
- 1997: Personaggio dell'anno: Spice Girls
- 1998: Personaggio dell'anno: Backstreet Boys
- 1999: Personaggio dell'anno: Britney Spears
- 2000: Personaggio dell'anno: Eminem

## Puntate di Absolutely Star
- Britney Spears
- Duran Duran
- Eminem
- Queen
- Robbie Williams
- U2
- Vasco Rossi
- Red Hot Chili Peppers
- Depeche Mode